# Кравец, Пётр Евтихиевич
Пётр Евтихиевич Кравец (16 февраля 1924, Липянка, Киевская губерния — 6 сентября 2002, Новомиргород, Кировоградская область) — советский старший сержант, командир орудия батареи 76-мм пушек 470-го  стрелкового полка, 194-й стрелковой дивизии, 48-й армии, 1-го Белорусского фронта. Полный кавалер Ордена Славы.

## Биография
Родился 16 февраля 1924 года в селе Липянка (ныне в Черкасской области) в крестьянской семье.
В 1935 году переехал с семьёй в город Алексин Тульской области, где окончил семь классов и фабрично-заводское училище при Мышегском арматурном заводе, работал сварщиком.
С 1942 года призван в ряды РККА и направлен в действующую армию, воевал на 1-м Белорусском фронте. С 1942 года — артиллерист расчёта орудия и командир орудия батареи 76-мм пушек 470-го стрелкового полка, 194-й стрелковой дивизии, 48-й армии. Принимал участие в Белорусской, Висло-Одерской и Берлинской наступательных операциях.
14 декабря 1943 года сержант П. Е. Кравец в бою за населённый пункт Мормаль (Гомельской области) вместе с расчётом уничтожил три пулемётные точки и до взвода солдат противника, поддержав действия стрелкового батальона. Был ранен, но поля боя не покинул. За это 21 декабря 1943 года Указом Президиума Верховного Совета СССР П. Е. Кравец был награждён Орденом Славы 3-й степени.
С 24 по 25 июня 1944 года командир орудия старший сержант П. Е. Кравец в ходе наступления в районе льнозавода в городе Рогачёв (Гомельская область) вместе с подчинёнными подавил два пулемёта, один миномёт, один дзот и уничтожил свыше 10 гитлеровцев. 29 июля 1944 года Указом Президиума Верховного Совета СССР П. Е. Кравец был награждён Орденом Славы 2-й степени.
15 августа 1944 года командир орудия старший сержант П. Е. Кравец при отражении контратаки противника в районе населённого пункта Радзонки, ведя огонь прямой наводкой, обеспечил закрепление пехоты на захваченном рубеже. В бою уничтожено свыше девятнадцати вражеских солдат. 3 сентября 1944 года в период прорыва сильно укреплённой обороны противника в районе населённых пунктов Гуры, Гродны (западнее города Острув-Мазовецки, Польша) из орудия поражал живую силу противника, чем обеспечил успешное продвижение стрелковых подразделений и овладение укреплёнными рубежами. В ночь на 5 сентября 1944 года старший сержант П. Е. Кравец вместе с расчётом переправился через реку Нарев у населённого пункта Лелеково (Польша), выкатил орудие на прямую наводку и подавил два дота, которые вели прицельный огонь по нашей переправе. 18 ноября 1944 года Указом Президиума Верховного Совета СССР П. Е. Кравец был награждён Орденом Славы 1-й степени.
С 1946 года старшина П. Е. Кравец был демобилизован из рядов Советской армии.
Жил в городе Кировоград, работал шофёром. В 1978 году переехал в город Алексин. Умер 6 сентября 2002 года, похоронен в городе Новомиргород Кировоградской области.

## Награды
- Орден Славы I степени (18.11.1944)
- Орден Славы II степени (29.07.1944)
- Орден Славы III степени (21.12.1943)
- Орден Октябрьской революции
- Орден Отечественной войны I (18.03.1985) и II степени (26.02.1945)